# Petroleum
Petroleum (von mittellateinisch petroleum ‚Steinöl, Erdöl‘, von lateinisch petra ‚Fels‘ bzw. ‚(großer) Stein‘ und lateinisch oleum ‚Öl‘) ist ein flüssiges Stoffgemisch von Kohlenwasserstoffen, das durch fraktionierte Destillation von Erdöl gewonnen wird. Die Eigenschaften des Stoffgemisches sind von der jeweiligen chemischen Zusammensetzung abhängig. Die Anzahl Kohlenstoffatome pro Molekül liegen im Bereich C10-C16. Petroleum ist wenig flüchtig und schwer entzündlich mit einem Flammpunkt zwischen 55 und 74 °C. Petroleumdämpfe sind wesentlich schwerer als Luft und können mit dieser explosionsfähige Gemische bilden.
Die Petroleumfraktion bei der Erdöldestillation liegt im Siedebereich zwischen Benzin und Dieselkraftstoff von etwa 175 °C bis 325 °C.

## Missverständliche Benennung im englischen Sprachraum
Im britischen Englisch wird Petroleum paraffin genannt. Zur Abgrenzung von Paraffinwachs nennt man das bei Normalbedingungen flüssige Petroleum auch paraffin oil.
Die korrekte Bezeichnung für Petroleum im amerikanischen Englisch ist dagegen kerosene. Kerosene mit dem deutschen Kerosin gleichzusetzen, ist nicht korrekt, da die deutsche Bezeichnung Kerosin sich auf leichtes Petroleum bezieht.
Petroleum (lateinisch auch Oleum petrae) war der historische Ausdruck für Erdöl, und das englische Wort petroleum bedeutet weiterhin Erdöl oder Rohöl. Im Britischen Englisch ist petrol der Name für Benzin. Die Bezeichnung nach dem Europäischen Übereinkommen über die internationale Beförderung gefährlicher Güter auf der Straße (ADR) lautet „KEROSIN“.

## Verwendung
Im Handel werden für unterschiedlichste Anwendungsfälle Reinigungs- und Lösungsmittel mit sehr engen Siedebereichen angeboten und als Petroleum oder Kriechöl verkauft. Diese Stoffe sind sehr rein (z. B. hydriert, entaromatisiert) und haben keine schweren Anteile, welche Rückstände hinterlassen würden.
Petroleum wird als Schmiermittel für präzise gleitgelagerte Spindeln eingesetzt, z. B. an Flachschleifmaschinen.
Auch dünnflüssige Universal-Öle mit kriechenden Eigenschaften wie Caramba und WD-40 enthalten überwiegend Petroleum.
Petroleum wird zur Lagerung reaktiver Metalle (beispielsweise reines Kalium) verwendet. Dabei zeigt sich aber eine stärkere Krustenbildung als bei der Aufbewahrung der Alkalimetalle unter reinem Paraffinöl.
Petroleum als Brenn-, Kraft- und Treibstoff:
Mit einem Flammpunkt von (>) 55 °C ist Petroleum deutlich ungefährlicher als Flug- oder Autobenzin.
Wie die Siedeverlaufskurve (im Bild) zeigt, ist Petroleum dem Turbinenkraftstoff (Kerosin) zwar ähnlich, die deutlich erkennbaren schwerer siedenden Anteile würden jedoch zu einem erhöhten, nicht spezifikationsgerechten Freezing Point führen. Kerosin als Petroleum mit Additiven zu bezeichnen, ist somit falsch.
Petroleum wird als Brennstoff (Heizwert: Energie/Masse 11,9 kWh/kg entsprechend 43,1 MJ/kg, Energie/Volumen 9,5 kWh/l entsprechend 34,2 MJ/l) für Petroleumlampen sowie als Reinigungsmittel verwendet. Es brennt gleichmäßig unter stark öliger und versottender Rußentwicklung ab und eignet sich als Reinigungsmittel, um damit stark haftende Fett- und Schmutzrückstände von Metalloberflächen zu entfernen.
Petroleum wird als Treibstoff für Modellflugzeug-Selbstzündermotoren (auch Dieselmotoren genannt) verwendet (42 % Petroleum, 36 % Diethylether, 20 % Rizinusöl, 2 % Amylnitrat). Dieser Motorentyp wird nur noch selten verwendet. Petroleum wird auch in Strahltriebwerken für Flugmodelle eingesetzt.
Petroleum wurde auch als Ersatzkraftstoff für fremdgezündete Motoren genutzt, ist dort aber nicht sehr effizient. Beispiele dafür sind die Petro-Modelle von Saab-Valmet für den finnischen Markt.
Petroleum wurde ebenfalls als Kraftstoff für Petroleummotoren der ersten U-Boote der Kaiserlichen Deutschen Marine eingesetzt bis effizientere Dieselmotoren diese ersetzten.
Zur Verbesserung der Kälteeigenschaften (siehe Cloud Point, Cold Filter Plugging Point) von Dieselkraftstoff bei niedrigen Temperaturen kann Petroleum zugemischt werden. Diese Methode ist durch die Bereitstellung von Winterdiesel (frühzeitig vor der kalten Jahreszeit) meist nicht mehr erforderlich.

## Geschichte

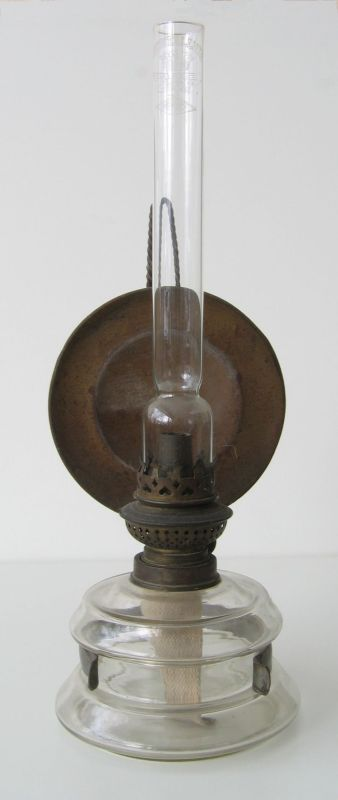
Petroleumleuchte im 19. Jahrhundert

Petroleum, das „Steinöl“ (von lateinisch oleum petrae), von dem man annahm, dass es aus den Felsen kommt, war ursprünglich eine Bezeichnung für Erdöl. Es wurde seit der Antike als Brennmaterial und Arzneimittelzutat verwendet. Seit dem 19. Jahrhundert wird mit Petroleum das aus Erdöl gewonnene Destillationsprodukt bezeichnet. Ab ca. 1865 bis ins 20. Jahrhundert wurde es vor allem als Brennstoff für Petroleumlampen verwendet, bevor es als Leuchtmittel durch elektrischen Strom abgelöst wurde.